# Código Hermogeniano
O Código, Códex ou Códice Hermogeniano ou de Hermógenes (em latim: Codex Hermogenianus) é o título duma coleção de constituições (pronunciamentos legais) dos imperadores romanos da primeira tetrarquia (Diocleciano, Maximiano, Constâncio Cloro e Galério), principalmente dos anos 293-294. O código adquiriu seu nome de seu autor, Aurélio Hermogeniano, um proeminente jurista que atuou como mestre das petições (magister libellorum) sob Diocleciano (r. 294–305). O trabalho não sobreviveu intacto, e muito de sua forma é conjecturalmente descrita por meio dum papiro egípcio e de referências ao trabalho. Nos séculos IV-V, tornou-se uma obra padrão de referência, permanecendo popular ao menos até o século VI.

## História

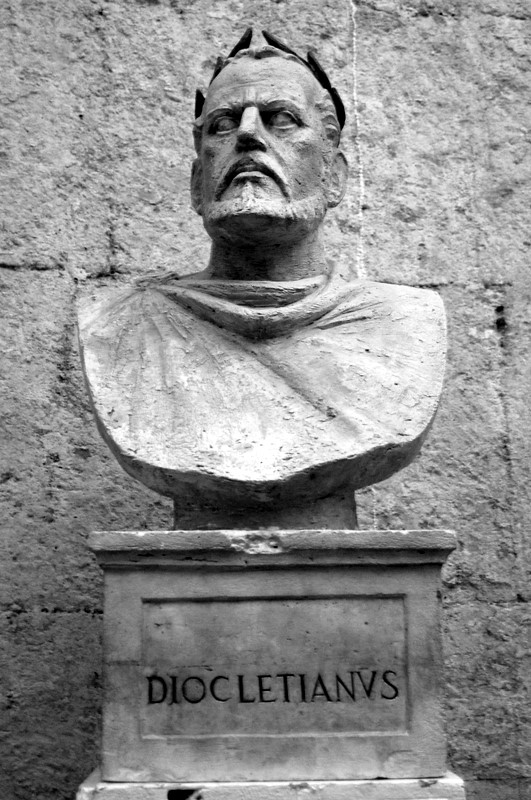
Busto moderno de Diocleciano r. em seu palácio em Split, Croácia

O código recebeu seu nome de seu autor, Aurélio Hermógenes, um proeminente jurista que atuou como mestre das petições (magister libellorum) sob Diocleciano (r. 294–305). O trabalho não sobreviveu intacto, mas como uma breve seção num papiro egípcio da Antiguidade Tardia. No entanto, das referências sobreviventes e excertos é certo que foi um único livro subdividido em rubricas temáticas (tituli) contendo em grande parte editos aos peticionários privados, organizados cronologicamente. Dos textos explicitamente atribuídos aos Código Hermogeniano, a vasta maioria remonta aos anos 293-294, embora alguns textos podem ter sido adicionados por Hermogeniano em edições subsequentes. Pelo século V, o autor Célio Sedúlio alegou que Hermogeniano, como Orígenes, produziu três edições de sua obra ao todo (embora isso pode estar relacionada a seu Sumários da lei [Iuris epitomae]). Ainda, as sete constituições valentinianas atribuídas para Código Hermogeniano pelo autor do Consulta dum jurisconsulto antigo (Consultatio veteris cuiusdam iurisconsulti ) pode refletir uma inserção em curso de usuários subsequentes ao invés de apêndices autorais.
A atual opinião consensual afirma que a primeira edição da coleção coletou os éditos de 293 e 294, sendo Hermogeniano seu autor como mestre das petições. Foi proposto que Hermogeniano produziu uma segunda edição após 298, enquanto prefeito pretoriano, com a inclusão dos éditos ocidentais refletindo que serviu como mestre das petições na corte de Maximiano (r. 295–298), e que a edição final, incorporando mais textos orientais, foi realizada ca. 320 na corte de Licínio (r. 308–324) ou possivelmente na Escola de Direito de Berito. Se Hermogeniano aplicou o mesmo princípio organizacional do Sumários da lei em seu código, então a ordem dos títulos provavelmente seguiu aquela do Édito do pretor. Estudiosos variadamente estimam o número de títulos entre 18 a 147, embora a maioria favorece 69. Onde evidência como as circunstâncias de publicação original está preservada, é esmagadoramente dado ou subscrito da publicação, sugerindo que a coleção de Hermogeniano foi feita com fontes dos arquivos imperiais.

## Recepção

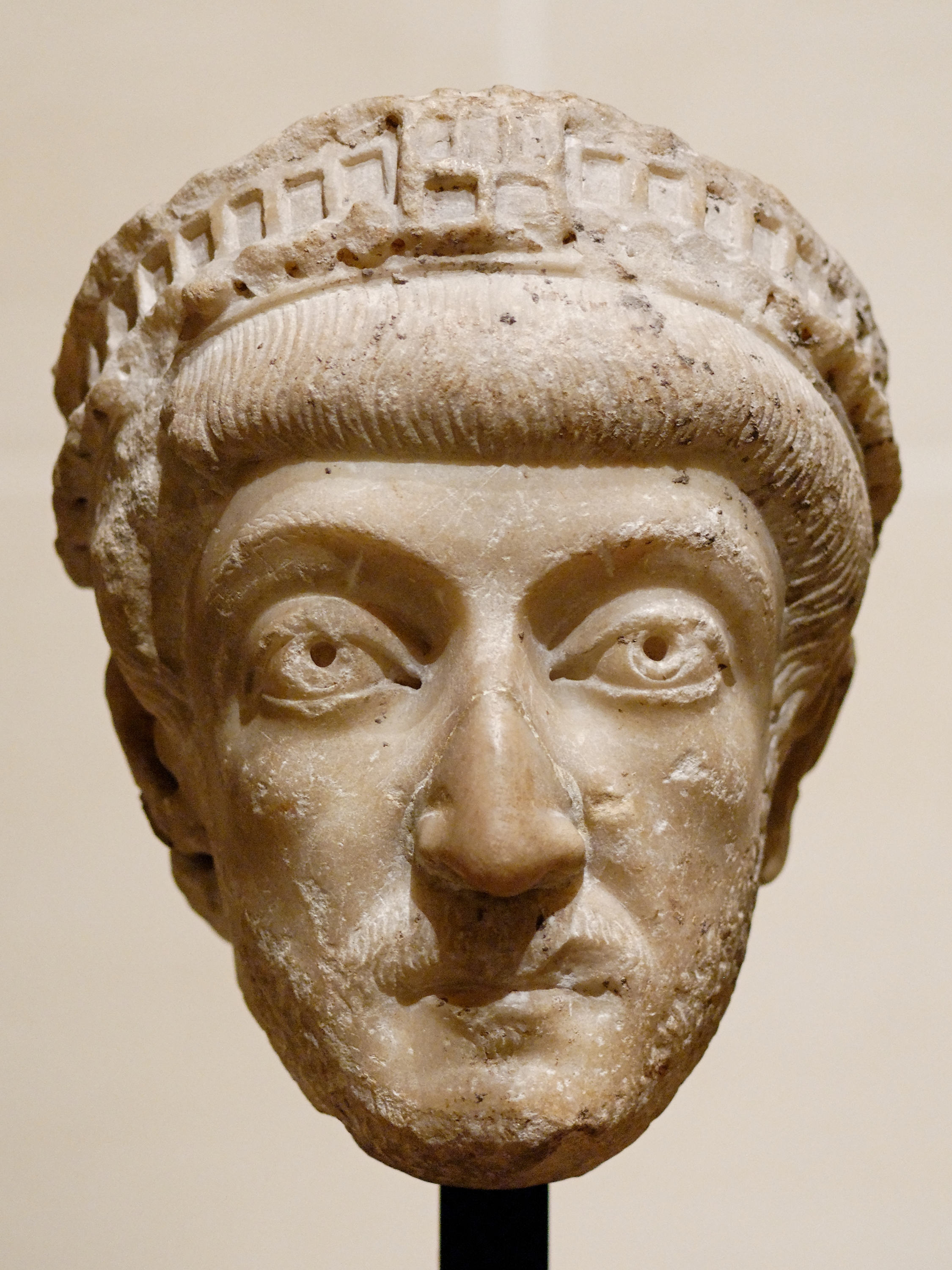
Busto de Teodósio II 408, atualmente no Louvre

Nos séculos IV-V, para aqueles desejando citar as constituições imperiais, o Código Hermogeniano tornou-se um trabalho padrão de referência, frequentemente citado junto com Código Gregoriano, para qual parece ter funcionado quase como um volume complementar. As primeiras citações explícitas ao código são do autor anônimo da Comparação das leis Mosaicas e Romanas (Mosaicarum et Romanarum Legum Collatio), ou Leis de Deus (Lex Dei) como é às vezes conhecido, provavelmente nos anos 390. Mais famosamente, os Códigos Gregoriano e Hermogeniano são citados como um modelo para a organização das constituições imperiais desde Constantino (r. 306–337) na ordenação direta da coleção deles no que tornar-se-ia o Código de Teodósio, endereçado ao senado de Constantinopla em 26 de março de 429, e redigido pelo questor do imperador bizantino Teodósio II (r. 408–450), Antíoco Cuzo.
No período pós-teodosiano ambos os códigos são citados como fontes das constituições imperiais do autor anônimo de meados do século V do Consulta dum jurisconsulto antigo (provavelmente da Gália); são citados como referências cruzadas marginais por um usuário do Fragmenta Vaticana; e em notas dum curso numa escola de direito oriental sobre Ad Sabinum de Ulpiano. No período justiniano, o antecessor (professor de direito) Taleleu citou o Código Hermogeniano em seu comentário sobre o Código de Justiniano. No Ocidente, em algum momento antes de 506, ambos os códigos foram complementados por um conjunto de notas clarificatórias (interpretationes), que acompanharam suas versões abreviadas no Breviário de Alarico, e foram citados como fontes no Direito Burgúndio atribuído ao rei burgúndio Gundebaldo (r. 473–516).

## Eclipse

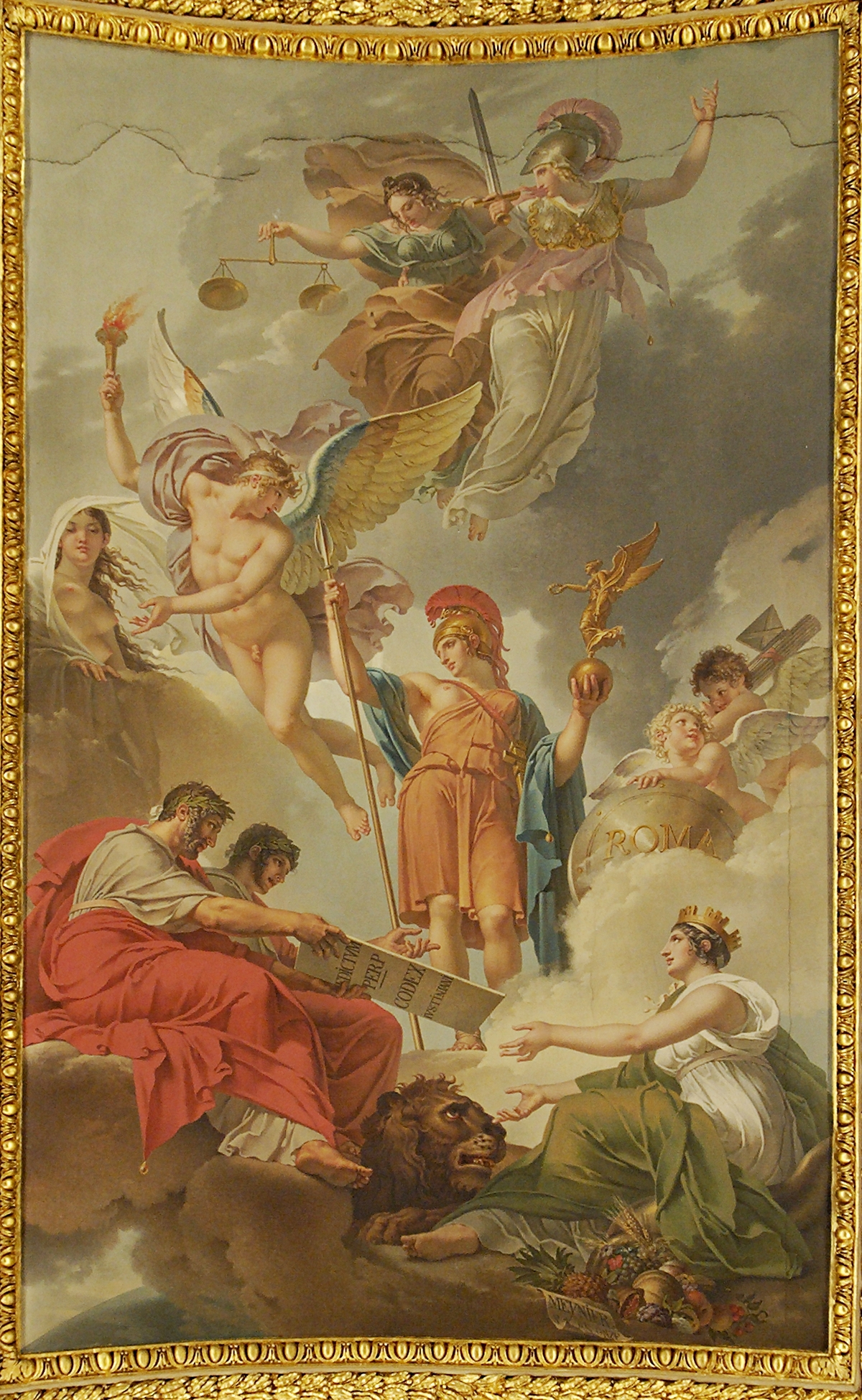
Óleo de Charles Meynier, atualmente no Louvre, descrevendo a Terra recebendo dos imperadores Adriano r. e Justiniano r. o código do direito romano ditado pela Natureza, Justiça e Sabedoria.

Textos obtidos do Código Hermogeniano adquiriram estatuto como fontes autoritativas de direito simultaneamente com o eclipse deliberado do trabalho original por duas iniciativas de codificação do século VI. Primeiro, a versão resumida incorporada no Breviário de Alarico, promulgado em 506, explicitamente substituiu o texto integral original através da Gália e Hispânia visigóticas. Então, como parte do grande programa codificatório do imperador Justiniano (r. 527–565), ele formou um grande componente do Código de Justiniano, que entrou em vigor em sua primeira edição através dos Bálcãs romanos e províncias orientais em 529. Isso foi subsequentemente desenrolado para o Norte da África latino, após sua reconquista dos vândalos em 530, e então Itália em 554. Então, por meados do século VI, o texto original do Código Gregoriano foi consignado para o caixote do lixo da história através de grande parte do mundo mediterrâneo. Apenas na Gália merovíngia ainda eram exploradas cópias da versão integral do século VI ao IX, como atestado nos apêndices de manuscritos do Breviário.

## Edições
Não houve tentativa de uma reconstrução integral de todos os textos sobreviventes que provavelmente derivam do Código Hermogeniano, parcialmente devido à dificuldade de distinguir com absoluta certeza as constituições de Hermogeniano daquelas de Gregório no Código de Justiniano nos anos de meados de 290, onde aparecem sobrepostas. Tony Honoré (1994) fornece o texto integral de todos os éditos privados do período relevante, mas numa única sequência cronológica, e não de acordo com a possível localização deles no código. A edição mais completa dos restos do código é aquela de Cenderelli (1965: 143–81), que lista referências apenas onde a fonte é o Código de Justiniano, mas por outro lado fornece o texto completo, como fez Haenel (1837: 57–80), embora ele inclua apenas textos explicitamente atribuídos à Hermogeniano por autoridades antigas e portanto não cita o material do Código de Justiniano, em razão de que foi apenas implicitamente atribuído.
Krueger (1890) editou o resumo visigótico, com seus acompanhamentos interpretativos (pp. 224-233), e forneceu uma reconstrução da estrutura do código, novamente excluindo o material de Justiniano (pp. 236-242), inserindo o texto integral apenas onde ele não apareceu senão na Coleção de leis romanas pré-Justiniano. Rotondi (1922: 154-158) e e Sperandio (2005: 389-395) fornecem apenas uma lista rudimentar dos títulos, embora o último ofereça uma útil concordância com a edição de Lanel do Édito do pretor. Karampoula (2008) funde as reconstruções de Krueger (1890) e Rotondi (1922), mas fornece texto (incluindo as interpretações visigóticas) numa versão em grego moderno.

## Legado
É devido à sua expropriação pelo Código de Justiniano que a influência do trabalho de Gregório ainda é sentida hoje. Como tal, formou parte do Corpo do Direito Civil da revisada tradição do direito romano medieval e moderno precoce. Este, por sua vez, foi o modelo e inspiração para os códigos de direito civil que dominaram os sistemas europeus desde o Código Napoleônico de 1804.[carece de fontes?]